# Oñati
Oñati (topònim oficial en basc; en castellà Oñate) és un municipi de Guipúscoa, de la comarca de l'Alt Deba, a la comunitat autònoma del País Basc. Té una població de 11394 habitants (2017) i l'extensió del municipi és de 107,31 km², amb la qual cosa la seva densitat poblacional és de 106,18 hab/km². Posseeix els títols de molt noble i lleial vila.

## Economia
Aquestes empreses d'Oñate superen els 50 treballadors segons el Catàleg Industrial Basc: 
- Altuna Hermanos: eines de mà per a jardineria, indústria i agricultura[2]
- Energía Portátil: piles i llanternes. Pertany al Grup Cegasa[3]
- Fagor Electrodomèstics: planta de fabricació de moble de cuina[4]
- Fagor Industrial: electrodomèstics d'ús col·lectiu o industrial[5]
- Hijos de Juan de Garay: tubs d'acer soldats i calibrats de precisió, components tubulars per a automoció i barres i perfils de llautó[6]
- Lana: encofrats i estructures de fusta[7]
- Natra Zahor: xocolata[8]
- Nemesio Zubia: tractament i transformació de tubs per a usos industrials[9]
- Stadler: peces metàl·liques sinteritzades[10]
- Grup Ulma:[11]
  - Ulma C y I (Ulma Construcción): sistemes industrialitzats per a la construcció[12]
  - Ulma C y I (Ulma Packaging): màquines d'embalatge per a sector industrial i d'alimentació[13]
  - Ulma C i I (Ulma Agrícola): muntatge d'instal·lacions agrícoles[14]
  - Ulma Forja: forja i estampació[11]
  - Ulma Hormigón Polímero: peces prefabricades de formigó polímer[15]
  - Ulma Manutención (Ulma Carretones Elevadores): carretons elevadors[16]
  - Ulma Manutención (Ulma Handling Systems): sistemes automàtics d'emmagatzematge i transport[17]

## Festes
Les festes patronals són les de sant Miquel cap al final del mes de setembre. Però les festes més reconegudes de la vila són les de corpus cristi a mitjans de juny, en la qual se celebra una processó religiosa des de fa segles, i una missa el mateix matí. Alhora amb la processió solen sortir els dantzaris que ballen balls tradicionals.

## Monuments i llocs d'interès
- Universitat Sancti Spiritus, edifici renaixentista del segle xvi.
- Església parroquial de San Miguel Arcángel, temple gòtic del segle xv.
- Església dels Canonges Regulars Lateranenses, temple neogòtic del segle xix.
- Monestir de Bidaurreta, cenobi femení del segle xvi.
- Santuari d'Arantzazu.[18]
- Ermita de San Martín.
- Casa Consistorial, edifici barroc del segle xviii.
- Casa-Torre de Zumeltzegi.
- Casa-Torre de Lazarraga.
- Casa Hernani.
- Casa Otaudi-Jausoro.
- Palau "Don Pedruena".
- Torre d'Urain o Zubiaur.
- Plaça de Santa Marina.
- Plaça de San Antón.
- Plaça de los Fueros.
- Plaça 1r de Maig.
- Plaça dels Agermanaments.
- Molino San Miguel.

## Persones il·lustres
- Rodrigo Sánchez de Mercado (1460/70-1548), religiós i fundador de la Universitat d'Oñati
- Lope de Aguirre (1510-1561), explorador, conquistador i pirata.
- Lorenzo Asensio de Otaduy y Avendaño (ca. 1539-1611) religiós, bisbe de Lugo i d'Àvila
- José Milicua Illarramendi (1921), historiador de l'art
- Ruper Ordorika (1956), cantautor.
- Markel Irizar Aranburu (1980), ciclista.